# Siritide

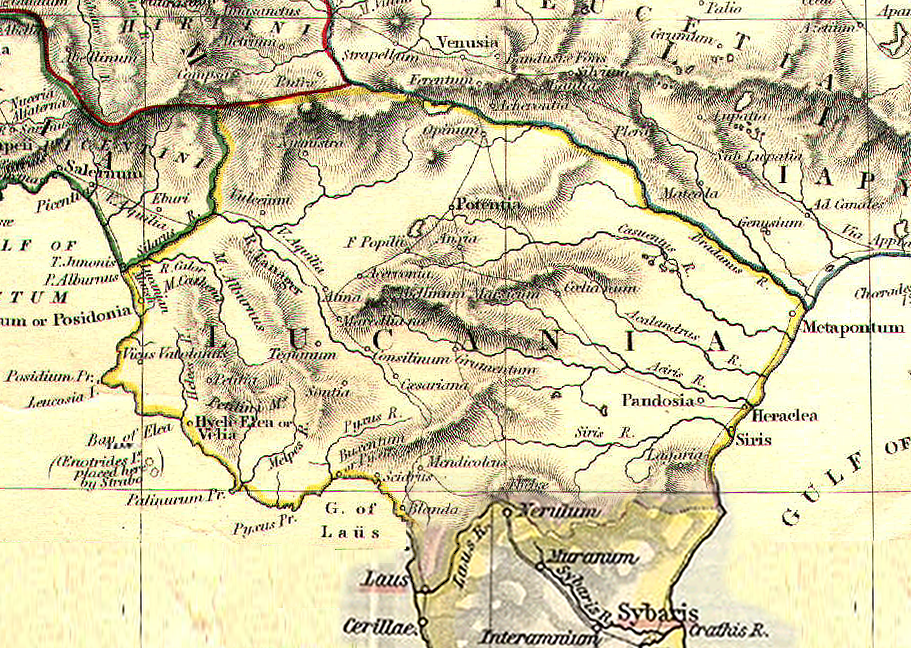
La regione storica della Lucania

La Siritide (in greco antico: Σιρίτις?, Sirítis) è una regione storica della Lucania centro-meridionale, più precisamente si indicava con il nome Siritide la zona d'influenza dell'antica città di Siris. 
Questa zona corrisponde all'attuale territorio occidentale del metapontino, compreso tra i fiumi Sinni, Cavone e Agri (gli antichi Siris, Akalàndros e Akìris).

## Storia

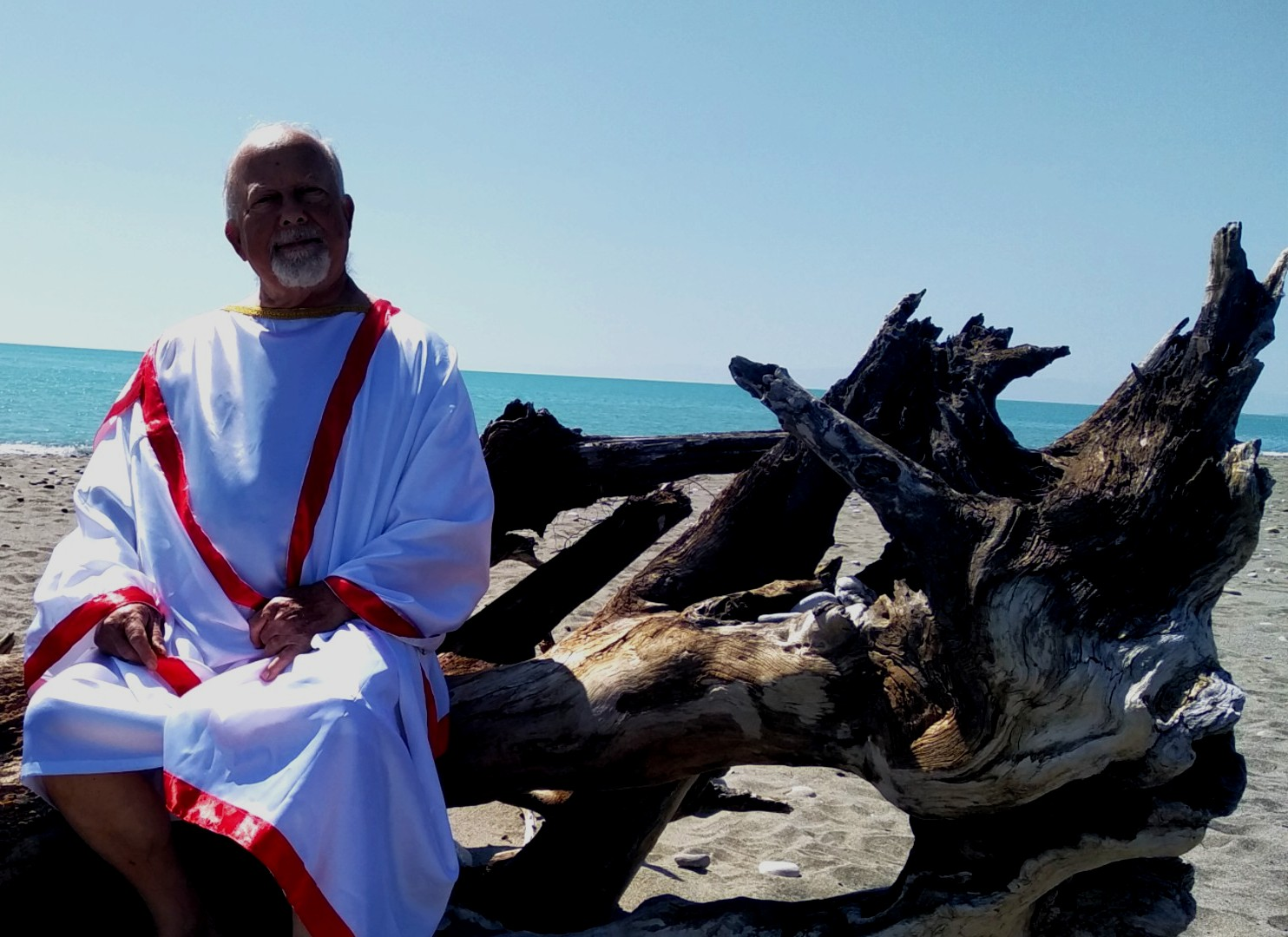
Ecomuseo della Siritide, rappresentazione

La città più importante, Siris, venne fondata intorno al 675 a.C. sulla foce del fiume Sinni, fu una delle più antiche città ellenistiche. Nella metà del V secolo a.C., Siris cadde ad opera delle città achee alleate di Metaponto, Sibari e Crotone. La regione passò sotto la sfera d'influenza di Sibari e Metaponto fino al 433 a.C., quando dalle rovine di Siris venne fondata Heraclea. 
Secondo alcune recenti interpretazioni, che differiscono rispetto ad altre ipotesi storico-archeologiche, Heraclea venne fondata nello stesso spazio urbano di Siris. Tali interpretazioni derivano dalla recente missione archeologica diretta dall'archeologo Stéphane Verger in collaborazione con l'Università degli Studi della Basilicata e l'École pratique des hautes études di Parigi.
Nel 338 a.C. Heraclea fu prima occupata dai Lucani e successivamente da Alessandro il Molosso. Nel 281 a.C. si svolse la celebre battaglia di Heraclea. Nel 72 a.C. , ad Heraclea, è testimoniato il passaggio di Spartaco. Infatti, recenti ricerche archeologiche hanno attestato la presenza di armi da guerra nei pressi della parte più ricca dell'acropoli di Heraclea.
Nei pressi dell'attuale Anglona era presente l'antica Pandosia. Fondata dagli Enotri, fu eretta a loro capitale Strabone però non specifica se Pandosia (Lucania) o Pandosia Bruzia. Da alcune monete di genere incuso si evince che Pandosia fosse confederata con Crotone e stringeva un patto di lega con Sibari e Metaponto.
L'attuale area ricadente nella Siritide comprende i seguenti comuni in provincia di Matera e antiche città:
- Colobraro;
- Montalbano Jonico;
- le antiche Siris e Heraclea, attuale Policoro;
- Nova Siri;
- Rotondella;
- San Giorgio Lucano;
- Scanzano Jonico;
- l'antica Pandosia, attuale Anglona di Tursi;
- Valsinni.